# Polypedilum dickebuschense
Polypedilum dickebuschense är en tvåvingeart som beskrevs av Maurice Emile Marie Goetghebuer 1936. Polypedilum dickebuschense ingår i släktet Polypedilum och familjen fjädermyggor.
Artens utbredningsområde är Belgien. Inga underarter finns listade i Catalogue of Life.